# Chrysina costata
Chrysina costata är en skalbaggsart som beskrevs av Blanchard 1851. Chrysina costata ingår i släktet Chrysina och familjen Rutelidae. Inga underarter finns listade i Catalogue of Life.